# Henry Barrowe
Pour les articles homonymes, voir Barrow.
Henry Barrowe (ou Barrow) (~1550 - 6 avril 1593) est un puritain anglais séparatiste (donc souhaitant quitter l’Église anglicane), exécuté pour cette raison.

## Biographie
Henry Barrowe est né vers 1550, dans le Norfolk, d'une famille alliée à celle de Nicolas Bacon, et probablement à celle de John Aylmer, évêque de Londres. Il s'inscrit au collège de Clare College (Cambridge) (alors appelé Clare Hall), à Cambridge, en novembre 1566, et y obtient une licence (B. A.) en 1569-1570. Par la suite, il mène une "vie de cour" frivole voire licencieuse pendant un certain temps. Il a été membre de Gray's Inn pour les quelques années à partir de 1576, mais n'a jamais été appelé à la barre.
En 1580 ou 1581, Barrowe est profondément marqué par un sermon ; il se retire à la campagne, pour étudier et méditer, ce qui l'amène à adhérer à une forme stricte de puritanisme. Par la suite, il entre en relation étroite avec John Greenwood, le leader séparatiste, dont il adopte les vues. Il s'associe alors aux "les frères de la Séparation" à Londres et participe à leurs réunions secrètes.
John Greenwood est emprisonné dans The Clink, une prison de Southwark (aujourd'hui transformée en musée) , et Barrowe revient de sa campagne pour lui rendre visite. Le 19 novembre 1586, il est arrêté par le geôlier et amené devant l'archevêque John Whitgift. Il insiste sur l'illégalité de cette arrestation, refusant de prêter le serment ex officio serment ou de verser une caution, mais il est finalement écroué à la prison de Gatehouse. Après près de six mois de détention et plusieurs interrogatoires illégaux devant les hauts-commissaires, lui et Greenwood sont formellement mis en accusation (mai 1587) pour récusance en vertu d'une loi initialement dirigée contre les catholiques. Ils sont condamnés à réunir une forte caution, et à rester dans la Fleet Prison jusqu'à ce que ce soit fait.
Henry Barrowe est soumis à plusieurs autres interrogatoires, dont une fois devant le Conseil Privé à Whitehall, le 18 mars 1588, à la suite d'une demande de à la Reine. À chacune de ces occasions, il maintient le principe de séparatisme, dénonçant le rituel prescrit par l'Église comme "un faux culte," et les évêques comme des oppresseurs et des persécuteurs.
Au cours de ses séjours en prison (vers 1588), Barrowe engage des controverses écrites avec Robert Browne, qui est rentré dans l’Église établie et que Barrowe considère donc comme un parfait renégat. Il écrit également plusieurs traités pour défendre le séparatisme et du congrégationalisme, dont :
- Une véritable description de la visibilité de la congrégation des saints (1589)
- Une simple Réfutation du livre de M. Gifford , intitulée un court traité contre les donatistes d'Angleterre (1590-1591)
- Une Brève Découverte de la Fausse Église (1590).

D'autres traités furent écrits conjointement avec son codétenu, Greenwood. Ils furent confiés à des amis pour être envoyés aux Pays-Bas afin d'y être publiés.
En 1590, les évêques ont déjà dépêché plusieurs pasteurs puritains conformistes pour conférer avec ces polémistes, mais sans effet. En 1592, Greenwood, Barrowe et John Penry obtiennent une libération temporaire et commencent à se réunir dans une maison puis forment officiellement l'Église indépendante de Southwark.
Greenwood et Barrowe sont à nouveau internés à la prison de Clink en 1593. Il est décidé de les inculper d'avoir "conçu et fait circuler des livres séditieux". En vertu des lois de l'époque, il est dès lors facile d'obtenir une condamnation à la peine capitale, ce qui est fait le 23 mars 1593. Le lendemain, ils sont conduit sur le lieu de leur exécution mais un sursis leur est accordé en dernière minute. Le 31 mars, ils sont à nouveau conduits à la potence, les cordes sont placées autour de leur cou, mais ils ont un nouveau sursis. Finalement, ils sont pendus à l'aube du 6 avril. Les efforts du ministre des finances Burghley pour les épargner ont été réduits à néant par l'archevêque John Whitgift et par les évêques.

## Idées
Les opinions de Barrowe sont assez proches de celles de Browne, mais il y a aussi des différences notables entre eux. Tous deux défendent le droit et le devoir de l'Église d'effectuer les réformes nécessaires sans attendre la permission du pouvoir civil, et tous deux préconisent l'indépendance de chaque paroisse. Mais alors que l'idéal de Browne est d'aller vers une démocratie spirituelle, par le moyen la séparation d'avec l’Église d’État, Barrowe considère l'ensemble de l'église établie comme polluée par le reliquat du catholicisme, et insiste sur le fait que la séparation est essentielle pour épurer le culte et la discipline. Barrowe diffère également de Robert Browne sur la gouvernance de l'église, préférant la placer entre les mains des anciens plutôt que dans celles de la congrégation entière, car il se méfie de la démocratie.